# Frank Baum (Fußballspieler)
Frank Baum (* 30. Januar 1956 in Zwenkau) war Fußballspieler in der DDR-Oberliga und spielte dort für die BSG Chemie Leipzig und den 1. FC Lokomotive Leipzig. Mit der Lok-Mannschaft wurde er dreimal DDR-Pokalsieger. Baum ist 17-facher Nationalspieler und gewann 1980 beim olympischen Fußballturnier die Silbermedaille.

## Sportliche Laufbahn

### Gemeinschafts-, Club- und Vereinsstationen

#### Jugend und Chemie Leipzig
Frank Baum wuchs in seinem Geburtsort Zwenkau als Sohn eines Fußballspielers auf. Sein Vater brachte ihn mit sieben Jahren zu seiner Betriebssportgemeinschaft (BSG) Aktivist Zwenkau mit, bei der Frank Baum seine fußballerische Laufbahn begann. 1967 delegierte ihn die BSG zum Fußball-Schwerpunkt der Region, den 1. FC Lokomotive Leipzig. Hier durchlief er bis zur Juniorenmannschaft alle Nachwuchsteams des Klubs und absolvierte eine Lehre zum Elektromonteur. Mit den U-18 des 1. FC Lok gewann Baum 1973/74 in der Juniorenoberliga die DDR-Meisterschaft. Trotzdem sah man beim Klub keine Perspektive für Baum, da er in der Vergangenheit durch vier Beinbrüche immer wieder in seiner Entwicklung zurückgeworfen worden war. Er wurde im Sommer 1974 zur benachbarten BSG Chemie Leipzig delegiert. Die Chemiker waren gerade aus der Oberliga abgestiegen, schafften aber unter Beteiligung von Baum, der in seiner ersten Saison im Männerbereich 17 Zweitligaspiele (acht davon in der Aufstiegsrunde) bestritt, den sofortigen Wiederaufstieg. Sein Trainer Karl Schäffner bescheinigte ihm: „Frank ist technisch sehr begabt, besitzt einen guten Schuss, und er bringt vor allem die nötige Liebe und Besessenheit für den Fußball mit.“ (Deutsches Sportecho, 4. April 1975)
Im Sommer 1975 begann Baums erste Oberligasaison, in der er sich mit 22 von 26 möglichen Punktspielen in die Stammelf hinein spielte. Sein Debüt in der Oberliga gab er am 27. August 1975, dem 2. Saisonspieltag. In der Begegnung Rot-Weiß Erfurt – Chemie Leipzig (4:1) wurde er als zentraler Mittelfeldspieler eingesetzt, und diese Position behielt er in der Regel auch über die gesamte Saison. Zum Saisonende musste die BSG Chemie Leipzig erneut in die zweitklassige DDR-Liga absteigen. In den folgenden zwei Spielzeiten wurde Baum in 42 der 44 Zweitligaspiele eingesetzt.

#### 1. FC Lok Leipzig
Nachdem Chemie zweimal den Wiederaufstieg verpasst hatte, wechselte Baum innerhalb der Messestadt zur Saison 1978/79 zurück zum Oberligisten 1. FC Lok Leipzig. Nach einigen Experimenten auf verschiedenen Positionen hatte Baum vom achten Spieltag an seinen künftigen Stammplatz als Libero gefunden. Bereits in seiner ersten Spielzeit bei Lok kam er auf 20 Oberliga- und sieben nationale Pokalspiele. Außerdem wurde er in einer UEFA-Pokal-Partie eingesetzt. Obwohl Baum in der Saison 1980/81 nur 14 Punktspiele bestreiten konnte und zuvor kein Pokalspiel absolviert hatte, stand er am 7. Juni 1981 im Endspiel um den FDGB-Pokal. Mit einem 4:1-Sieg über den FC Vorwärts Frankfurt gewannen die Leipziger den Pokal und Baum seinen ersten Titel im Männerbereich. 1986 und 1987 gewann Baum zum zweiten und dritten Mal den DDR-Pokal.
Im Anschluss an den 1981er Pokalgewinn startete der 1. FC Lok eine erfolgreiche Saison im Europapokal der Pokalsieger, in der er bis in das Viertelfinale vorstieß. Baum war in allen acht Begegnungen mit von der Partie. Noch erfolgreicher war Lok Leipzig im gleichen Wettbewerb 1986/87, als das Finale erreicht wurde. Nachdem Baum bereits sechs der vorausgegangenen acht Europapokalspiele bestritten hatte, stand er auch auf seiner Stammposition als Libero im Endspiel am 13. Mai 1987 gegen Ajax Amsterdam, das in Athen mit 0:1 verloren ging.
Abgesehen von der Saison 1983/84, als Baum nur siebenmal in der Oberliga spielte, war Baum bis 1987 der standardmäßig Libero des 1. FC Lok und von 1985 bis 1988 Mannschaftskapitän. Nach nur sechs Oberligaspielen 1987/88 spielte er 1988/89 mit 33 Jahren seine letzte Erstligasaison. Noch einmal absolvierte er 25 Punktspiele, dazu zwei FDGB- und vier Europapokalspiele. Sein letztes Oberligaspiel bestritt Baum am letzten Saisonspieltag, dem 3. Juni 1989. Nachdem er zuvor bei den meisten Punktspielen der Saison in der Startelf gestanden hatte, wurde er im Spiel Lok – Carl Zeiss Jena (2:1) ein letztes Mal in der 71. Minute eingewechselt. Damit war er für den 1. FC Lok Leipzig auf 202 Oberligaspiele gekommen, in denen er als Defensivspieler sechs Tore erzielen konnte. In den Spielen um den FDGB-Pokal kam er in 35 Spielen (3 Tore) zum Einsatz, im Europapokal spielte er 32-mal (3 Tore). Von 1985 bis 1988 war Baum beim 1. FC Lok Mannschaftskapitän.

#### Abschied von der Spielerlaufbahn
Nach dem Ende seiner Laufbahn als Hochleistungssportler spielte Baum in der Saison 1989/90 beim DDR-Ligisten BSG Chemie Böhlen und errang mit den Rand-Leipzigern den Aufstieg in die Oberliga. Nach der Fusion Böhlens mit der ehemaligen BSG Chemie Leipzig im Sommer 1990 zum FC Sachsen Leipzig agierte Frank Baum in der Saison 1990/91 noch einmal in der höchsten Spielklasse des Landes und in der Folgesaison mit den Leutzschern in der drittklassigen NOFV-Oberliga des wiedervereinigten deutschen Ligensystems. Mit 36 Jahren ging er in die viertklassige Bezirksliga zum VfB Zwenkau 02, dem Nachfolgeverein seiner Heimat-BSG. In der Spielzeit 1994/95 spielte Baum nach dem Jahreswechsel in der nach der Einführung der Regionalliga nun viertklassigen NOFV-Oberliga in der Süd-Staffel beim Wismut-Nachfolger 1. SV Gera.

### Auswahleinsätze
Sechs Monate nach seiner Rückkehr in die DDR-Oberliga wurde Baum am 28. Februar 1979 zum ersten Mal in die DDR-Nationalmannschaft berufen. Im Freundschaftsspiel Bulgarien gegen die DDR (1:0) wurde er als linker Verteidiger eingesetzt. Es war sein Handicap, dass seine Clubposition des Liberos in der Nationalmannschaft lange Zeit durch Hans-Jürgen Dörner besetzt war, sodass er auf dieser nur zweimal zum Einsatz kam. In einer dieser Begegnungen (DDR – Sowjetunion am 7. Mai 1980) war es die Olympiaauswahl, die statistisch als A-Elf geführt wurde, und in der anderen Partie (DDR – Griechenland am 12. September 1984) war es eine Zweitvertretung, da die erste Garnitur am selben Tag in London gegen England spielte.
In der Regel wurde Baum wie am Anfang seiner Nationalmannschaftskarriere auf der linken Abwehrseite aufgeboten. Innerhalb von acht Jahren spielte Baum in 17 A-Länderspielen, von denen er 13 über die volle Spielzeit absolvierte. Er wirkte in zwei WM- und drei EM-Qualifikationsspielen mit, gelangte mit der DDR-Auswahl aber zu keiner Endrundenteilnahme.
1980 gehörte Baum zum Aufgebot der DDR für das olympische Fußballturnier in der Sowjetunion. Er bestritt zwei der drei Vorrundenspiele, das Viertel- und das Halbfinale und stand am 2. August 1980 in Moskau im Endspiel gegen die Tschechoslowakei. Während Baum die vorangegangenen Spiele als rechter Verteidiger absolviert hatte, stand er im Finale im rechten Mittelfeld. Die DDR gewann nach der 0:1-Endspielniederlage die Silbermedaille. Mit seinen Mannschaftskameraden wurde er im selben Jahr mit dem Vaterländischen Verdienstorden in Bronze ausgezeichnet.
Schon lange die Altersgrenze überschritten habend, sollte Baum die Abwehr der ostdeutschen U-21 in der Saison 1984/85 stabilisieren helfen. Als einer der spielberechtigten älteren Akteure absolvierte er in dieser Auswahl in jenem Spieljahr vier Partien und traf in der letzten beim EM-Qualifikationsspiel gegen Bulgarien bei der 2:3-Auswärtsniederlage in Plowdiw am 5. April 1985.

### Erfolge
- DDR-Juniorenmeister: 1974 (1. FC Lokomotive Leipzig)
- DDR-Oberligaaufsteiger: 1975 (BSG Chemie Leipzig) und 1990 (BSG Chemie Böhlen)
- FDGB-Pokalsieger: 1981, 1986, 1987 (1. FC Lokomotive Leipzig)
- Europapokalfinalist im Pokalsieger-Wettbewerb: 1987 (1. FC Lokomotive Leipzig)
- Silbermedaillengewinner Olympische Spiele: 1980 (5 Spiele, kein Tor für die DDR)

## Trainerlaufbahn
Von 1995 bis 1997 war Baum Spielertrainer bei der Sportgemeinschaft Leipziger Verkehrsbetriebe. Danach arbeitete er als Trainer bei Kickers 94 Markkleeberg und der A-Jugend des VfB Leipzig. 2003 übernahm Baum das Training der 1. Herrenmannschaft der SG LVB Leipzig in der Bezirksliga Leipzig.